# Гражданская платформа (Россия)
Полити́ческая па́ртия «Гражда́нская платфо́рма» — действующая зарегистрированная российская консервативно-путнистская политическая партия.
Создана 4 июня 2012 года из выходцев партии «Правое дело», которые откололись от партии в результате её захвата и установлением под контроль Администрации президента, с чем не смогли смириться ряд её членов, включая Михаила Прохорова. Изначально, партия позиционировалась как общедемократическая безидеологическая зонтичная партия, однако к 2015 году, была мягко захвачена АП, из-за чего из неё вышли ряд членов во главе её основателя, а сама партия преобразовалась в правоконсервативную партию-спойлер.
Структуру партии представляют региональные, местные и первичные отделения.
Партия участвовала в выборах депутатов Государственной думы ФС РФ VII-го и VIII-го созыва, и, смогла пройти в ГД по спискам ЛДПР.

## История

### Партия «Правое дело»
В интервью РБК Татьяна Юмашева рассказала, что пыталась убедить тех, кто принимает политические решения, в том, что необходимо иметь правую партию. Итогом такого влияния стало приглашение президентом Медведевым семьи Юмашевых заняться рекрутингом в партии «Правое дело». 25 июня 2011 года Михаил Прохоров был избран председателем «Правого дела», была утверждена новая символика. По данным СМИ, идеологами прихода миллиардера в политику были именно Юмашевы, зять и дочка Бориса Ельцина.
По данным журнала «The New Times», на предвыборную кампанию партии Прохоров намеревался потратить 100 миллионов долларов личных денег и ещё столько же рассчитывал взять у своих коллег по бизнес-сообществу.
Леонид Гозман, бывший сопредседатель партии, сказал, что с избранием Прохорова победила команда тех, кто вошёл в партию от распустившегося «Союза правых сил» в 2008 году.
В июле 2011 года Михаил Прохоров пригласил в партию основателя фонда «Город без наркотиков» Евгения Ройзмана, в связи с чем возникли конфликты с администрацией Президента и, в частности, с Владиславом Сурковым, начавшим разработку рейдерского захвата партии. 15 сентября Прохоров решением съезда под председательством руководителя центрального аппарата Андрея Дунаева и председателя мандатной комиссии Андрея Богданова был смещён с поста председателя, после чего призвал своих сторонников выходить из «Правого дела», в его поддержку выступили Александр Любимов и Алла Пугачёва. Вслед за «прохоровцами» из партии вышли и бывшие члены «Союза правых сил», включая Анатолия Чубайса, Леонида Гозмана и Андрея Нечаева.

### Создание новой партии
В марте 2012 года Михаил Прохоров, на выборах Президента России получивший голоса более 5,7 млн избирателей (7,98 % и третье место), объявил о создании новой политической партии и призвал сторонников предложить варианты её названия.
4 июня он объявил о создании партии под названием «Гражданская платформа». Она позиционировалась партией нового типа: без идеологии, лидера, традиционной структуры управления, а также с ограниченной численностью.
В состав федерального политического комитета вошли 11 человек:
- предприниматель Михаил Прохоров;
- политик Рифат Шайхутдинов (сфера ответственности: национальный вопрос, религия, проблемы миграции);
- полковник ФСБ России Сергей Милицкий (сфера ответственности: защита прав военнослужащих);
- руководитель проекта «Наблюдатель» на выборах президента РФ Ксения Зеленцова (сфера ответственности: юридическое обеспечение, законотворчество);
- тележурналист Александр Любимов (сфера ответственности: политика в области СМИ);
- депутат Законодательного собрания Пермского края и генеральный директор ОАО «Пермская энергосбытовая компания» Дмитрий Орлов (сфера ответственности: унификация регионального законодательства, адаптация к федеральным законам);
- экс-министр по налогам и сборам, экс-министр труда и социального развития Александр Починок (сфера ответственности: социальный блок);
- депутат Калининградской областной думы Соломон Гинзбург (сфера ответственности: интеграция с Европейским союзом);
- президент федерации водно-моторного спорта Приморского края Юрий Рябко (сфера ответственности: физическая культура и спорт);
- сотрудник «Росрезерва» Андрей Назаров (сфера ответственности: административная реформа);
- директор «Сибирского центра современного искусства» Анна Терешкова[16][17].

Совместно с активистами гражданского движения был создан федеральный гражданский комитет (ФГК), входя в который не нужно было вступать в ряды политической структуры, но его члены могли участвовать в жизни партии. В состав комитета вошли
- полномочный представитель Правительства Российской Федерации в высших судебных инстанциях Михаил Барщевский (сфера ответственности: реформа правоохранительной и судебной систем);
- директор Всероссийской государственной библиотеки иностранной литературы Екатерина Гениева (сфера ответственности: сохранение культурного наследия);
- политический обозреватель радиостанции «Коммерсантъ FM» Станислав Кучер (сфера ответственности: идеология и стратегия);
- музыкант Андрей Макаревич (сфера ответственности: поддержка творчества, проекты в области культуры);
- главный врач «Городской клинической больницы им. М. Е. Жадкевича» Александр Мясников (сфера ответственности: здравоохранение);
- директор ЗАО «Оптоган» Максим Одноблюдов (сфера ответственности: наука и инновации);
- главный редактор издательства «Новое литературное обозрение» Ирина Прохорова (сфера ответственности: проблемы культуры и образования);
- певица Алла Пугачёва (сфера ответственности: роль и права женщин в современном обществе, помощь артистам и творческой интеллигенции);
- борец с наркоторговлей Евгений Ройзман (сфера ответственности: борьба с наркоманией);
- сопредседатель «Партии народной свободы» Владимир Рыжков;
- мэр города Тольятти Сергей Андреев (сфера ответственности: муниципальные образования);
- вице-президент «ТНК-ВР Менеджмент» Михаил Слободин (сфера ответственности: реформа ЖКХ, энергосбережения. проблемы топливно-энергетического комплекса);
- мэр города Ярославль Евгений Урлашов (сфера ответственности: реформа местного самоуправления);
- актёр Леонид Ярмольник (сфера ответственности: развитие кинематографии);
- член совета директоров ОАО «Лензолото» Евгений Иванов (сфера ответственности: промышленность, финансы, природопользование, инфраструктура, транспорт);
- член президиума «Национального антикоррупционного комитета» Владимир Денисов (сфера ответственности: реформа вооружённых сил);
- председатель совета директоров «Агро-Инвест» Зоригто Саханов (сфера ответственности: сельское хозяйство);
- филантроп Елизавета Глинка[18][19][20][16].

Позже к ФГК присоединилась Людмила Улицкая.
На учредительном съезде партии также присутствовали Ирина Хакамада, член Совета по правам человека при президенте России, президент Института современного развития Игорь Юргенс, президент Российского союза промышленников и предпринимателей Александр Шохин и политологи Николай Злобин и Глеб Павловский.
Кроме того, Михаил Прохоров приглашал в партию Алексея Кудрина, однако бывший министр финансов сказал, что не хочет себя пока с ней идентифицировать, но его Фонд поддержки гражданских инициатив «Диалог» готов к такому взаимодействию. Вскоре два политика инициировали проект «Школы гражданских лидеров», аполитичную площадку для поддержки гражданских и социальных проектов активных людей.

### Деятельность партии при Прохорове
Партия под руководством Михаила Прохорова, по итогам выборов 2013 и 2014 годов заняла 1-е место среди непарламентских партий. Интересы избирателей представлены в законодательных органах власти и местного самоуправления в 8 регионах, и общее количество избранных представителей «Гражданской платформы» в органах власти и местного самоуправления — 50 депутатов. Бывший представитель «Гражданской платформы» Евгений Ройзман был избран мэром Екатеринбурга; также при поддержке партии были избраны главы Тольятти и Ярославля. По итогам выборов в Государственную Думу в 2016 году член партии стал депутатом от одномандатного округа.
После начала конфликта на Украине и аннексии Крыма Михаил Прохоров покинул руководящие посты в партии. Председателем политкомитета стал Рифат Шайхутдинов, бывший член ЛДПР, председателем ФГК — сестра Ирина Прохорова. Сам Михаил Прохоров остался членом федерального политкомитета, однако избегал высказываться на острые политические темы.

### Уход «прохоровцев»
В марте 2015 года в связи с требованием большинства региональных отделений принять официальную позицию партии о признании «воссоединения Крыма с Россией» и исключить из состава ФГК партии музыканта Андрея Макаревича за его якобы антироссийские высказывания, а также из-за участия партии в «Антимайдане», предприниматель со своими сторонниками и всеми медийными лицами покинул ряды партии: «участие в подобных мероприятиях имеет мало общего с той идеологией „Гражданской платформы“, которая изначально была основой партии, объединившей миллионы людей». Уходя, Михаил Прохоров также призвал переименовать партию, так как название «Гражданская платформа» связано с людьми, которые пришли в партию вместе с бизнесменом.
В интервью на «Дожде» Ирина Прохорова сказала: «Мы попытались сделать какой-то новый тип политической организации… Если можно было бы автоматически закрыть и вообще забрать документы, мы бы, наверное, это сделали… То, что досталось Шайхутдинову и ещё кому-то — это, простите, клон. Это всё печально, что эта партия… носит ещё это название». О перспективах развития «Гражданской платформы» размышляла следующим образом: «В лучшем случае партия останется как спойлер, в худшем ― это вообще превратится бог знает во что».
После ухода Михаила Прохорова партия заняла «консервативно-патриотическую» позицию, а в её программе появился левый уклон.
17 апреля 2015 года Шайхутдинов провёл внеочередной съезд «Гражданской платформы» и по его итогам вновь был избран председателем федерального политического комитета партии.

## Участие в выборах и представительство в органах власти

#### Выборы (2013)
На выборах в марте 2013 года партия выдвинула несколько кандидатов, наилучший результат показал Игорь Новиков на выборах мэра г. Жуковский Московской области (второе место с 27,7 %). В июне 2013 года партия выдвинула кандидата на довыборах в Самарскую губернскую думу (13,7 %).
В единый день голосования 8 сентября 2013 года «Гражданская платформа» выдвинула 13 региональных списков и 7 списков в столицах субъектов Российской Федерации. Партия прошла в Народный хурал Республики Калмыкия (9,4 %), Законодательное собрание Иркутской области (8,5 %, а также 2 одномандатника), Екатеринбургскую городскую Думу (13,4 %), Якутскую городскую Думу (7,1 %) и в Красноярский городской совет депутатов (9,7 %, а также 3 одномандатника). Также кандидаты «Гражданской платформы» были избраны по одномандатным округам в Народный хурал Республики Бурятия, Ярославскую областную думу и Волгоградскую городскую думу.
Кандидат партии Евгений Ройзман выиграл выборы мэра г. Екатеринбурга (33,3 %) и выдвинутый «Гражданской платформой» Александр Лукичев занял 2-е место на выборах мэра г. Вологды (23,4 %).
После участия Алексея Навального в мэрских выборах, Михаил Прохоров предложил ему сотрудничество.
На выборах, проходивших в период с октября 2013 года по май 2014 года, партия выдвинула 6 кандидатов. Получив большинство голосов избирателей (28,9 %), партия одержала победу на выборах главы Зарубинского городского поселения Приморского края, им стал Михаил Тагунов, выдвинутый региональным отделением.
8 сентября 2013 года, в единый день голосования, партия приняла участие в региональных и городских выборах:
- на выборах в Екатеринбургскую городскую думу получила 13,42 % (48400 голосов)[38].
- в городскую думу города Верхняя Пышма, получила 3,40 % (415 голосов)[39].
- в городскую думу города Полевской, получила 1,72 % (334 голосов)[40].
- на выборах в Тольяттинскую городскую думу, получив 8,78 % (13901 голосов), партия провела по спискам двух депутатов[41]. Впоследствии решением горизбиркома второй мандат «Гражданской платформы» был передан правящей партии «Единая Россия», что вызвало протесты партии и судебные разбирательства за второй мандат[42][43].
- на выборах в Законодательное собрание Иркутской области, получив 8,51 % (40543 голосов), партия провела по спискам от одного до двух депутатов[44].
- на выборах в Красноярский городской совет, получив 9,70 % (13147 голосов), партия провела по спискам двух депутатов[45].
- на выборах в Парламент республики Бурятия партия получила 4,03 % (11713 голосов)[46].
- на выборах в Законодательное собрание Забайкальского края партия получила 2,56 % (7018 голосов)[47].
- на выборах в Законодательное собрание Владимирской области партия получила 2,60 % (8809 голосов)[48].
- на выборах в Ивановскую областную думу партия получила 1,94 % (5167 голосов)[49].
- на выборах в Смоленскую областную думу партия получила 1,58 % (3714 голосов)[50].
- на выборах в парламент республики Башкортостан партия получила 0,50 % (7944 голосов)[51].
- на выборах в парламент республики Калмыкия партия получила 9,37 % (9690 голосов), проведя по спискам двух депутатов[52].
- на выборах в Государственное Собрание Республики Саха партия получила 4,93 % (13729 голосов)[53]. В Якутскую городскую думу, партия получила 7,06 % (3957 голосов), проведя одного депутата[54].
- на выборах в Законодательное собрание Ростовской области партия получила 0,82 % (11264 голосов)[55].

#### Выборы (2014)
При поддержке партии «Гражданская платформа» планировалось переизбрание Никиты Белых, бывшего лидера «Союза правых сил», главой Кировской области.
В единый день голосования 14 сентября 2014 года представители партии впервые приняли участие в выборах глав Мурманской, Нижегородской, Оренбургской областей и Республики Саха (Якутия). Все кандидаты, выдвинутые партией на губернаторских выборах, преодолели муниципальный фильтр и приняли участие в голосовании. Наилучший результат показал кандидат «Гражданской платформы» на выборах главы Республики Саха (Якутия) Эрнст Берёзкин, получив поддержку 29,49 % избирателей региона.
По результатам единого дня голосования 2014 года представители партии завоевали мандаты в 7 субъектах Российской Федерации.
В Республике Калмыкия на выборах депутатов Элистинского городского Собрания партийный список набрал 10,81 % голосов избирателей. Благодаря этому депутатские мандаты получили Юрий Абушинов и Игорь Бурнинов.
В Иркутской области выборы в Думу города Иркутска выиграл Григорий Резников, завоевавший 1-е место в избирательном округе № 6 при поддержке 40,71 % избирателей. Депутатом Думы муниципального образования «Эхирит-Булагатский район» стал Анатолий Асалханов (9,82 %).
В Мурманской области на выборах депутатов Совета депутатов города Мурманска партийный список набрал 7,05 % — мандат получил № 1 партийного списка, секретарь регионального политического комитета партии Игорь Морарь.
В результате избирательной кампании 2014 года «Гражданская платформа» упрочила свои позиции в Республике Калмыкия и Иркутской области. Победы в Астраханской, Мурманской, Ростовской областях и Санкт-Петербурге позволили партии расширить своё представительство в российских регионах
На выборах в Мосгордуму в 2014 году приняли участие Артур Алексанян (13,38 % голосов и третье место), Михаил Вышегородцев (12,68 % и третье место), бывший мэр Троицка Виктор Сиднев (27,54 % и второе место), Пётр Лемперт (10,63 % и четвёртое место) и актёр Леонид Ярмольник (27,43 % и второе место; победивший кандидат от «Единой России» набрал 28,44 % и на 316 голосов больше).

### Переориентация политического уклона

#### Выборы (2015)
В единый день голосования 13 сентября 2015 года кандидаты «Гражданской платформы» приняли участие в региональных и муниципальных выборах в 13 субъектах Российской Федерации, в том числе на губернаторских выборах (Ленинградская и Смоленская области), выборах в региональные законодательные собрания (Белгородская и Новосибирская области, Республика Бурятия), выборах в городские советы и органы местного самоуправления.
По итогам единого дня голосования представители партии завоевали мандаты в 5 субъектах Российской Федерации.
На выборах в Законодательное собрание Новосибирской области победу в одномандатном округе одержал предприниматель, совладелец холдинга «Сибирский гигант», руководитель регионального отделения «Гражданской платформы» Александр Манцуров. Он заручился поддержкой 30,71 % избирателей и стал единственным депутатом Законодательного собрания области от непарламентских партий.
Выборы в Совет депутатов города Новосибирска выиграл врач травматолог-ортопед городской клинической больницы № 1 Олег Шестаков, завоевавший 1-е место в избирательном округе № 10 при поддержке 25,17 % избирателей.
Также партия участвовала на выборах губернатора Смоленской области. Кандидату «Гражданской платформы», генеральному директору ООО «Смоленск-Сигнал», лидеру регионального отделения Елене Лобановой удалось преодолеть 5-процентный барьер (5,45 %) и заручиться поддержкой 12,5 тыс. жителей области.
Итоги единого дня голосования позволили партии расширить своё представительство в российских регионах благодаря победам в Новосибирской и Омской областях. Также «Гражданская платформа» упрочила позиции в Иркутской области и Калмыкии.

#### Выборы (2016)
Зимой 2015—2016 года партия, благодаря наличию региональных депутатов, позволявших не собирать подписи для участия в парламентских выборах, рассматривалась бизнес-омбудсменом Борисом Титовым в качестве основы для собственной политсилы, что ему предлагал сделать и сам Шайхутдинов. Но в итоге выбор был сделан в пользу «Правого дела».
На прошедшем в апреле 2016 года съезде основной целью было заявлено формирование собственной фракции в Госдуме нового созыва. В предвыборной программе была заявлена борьба "против властно-политической группы «ельцинистов» в лице «партии бюрократов и крупного капитала». 27 июля ЦИК утвердил федеральный список партии из 235 кандидатов во главе Шайхутдиновым, параллельно выдвинувшимся в Нефтекамском одномандатом округе (в этом округе партия власти «Единая Россия» не выдвигала своих кандидатов). Во главе партийного списка Рифат Шайхутдинов, ветеран группы «Альфа» Сергей Милицкий и уполномоченный по защите прав предпринимателей в Москве Михаил Вышегородцев. По результатам голосования партия заняла предпоследнее, тринадцатое, место, набрав 0,28 % голосов.

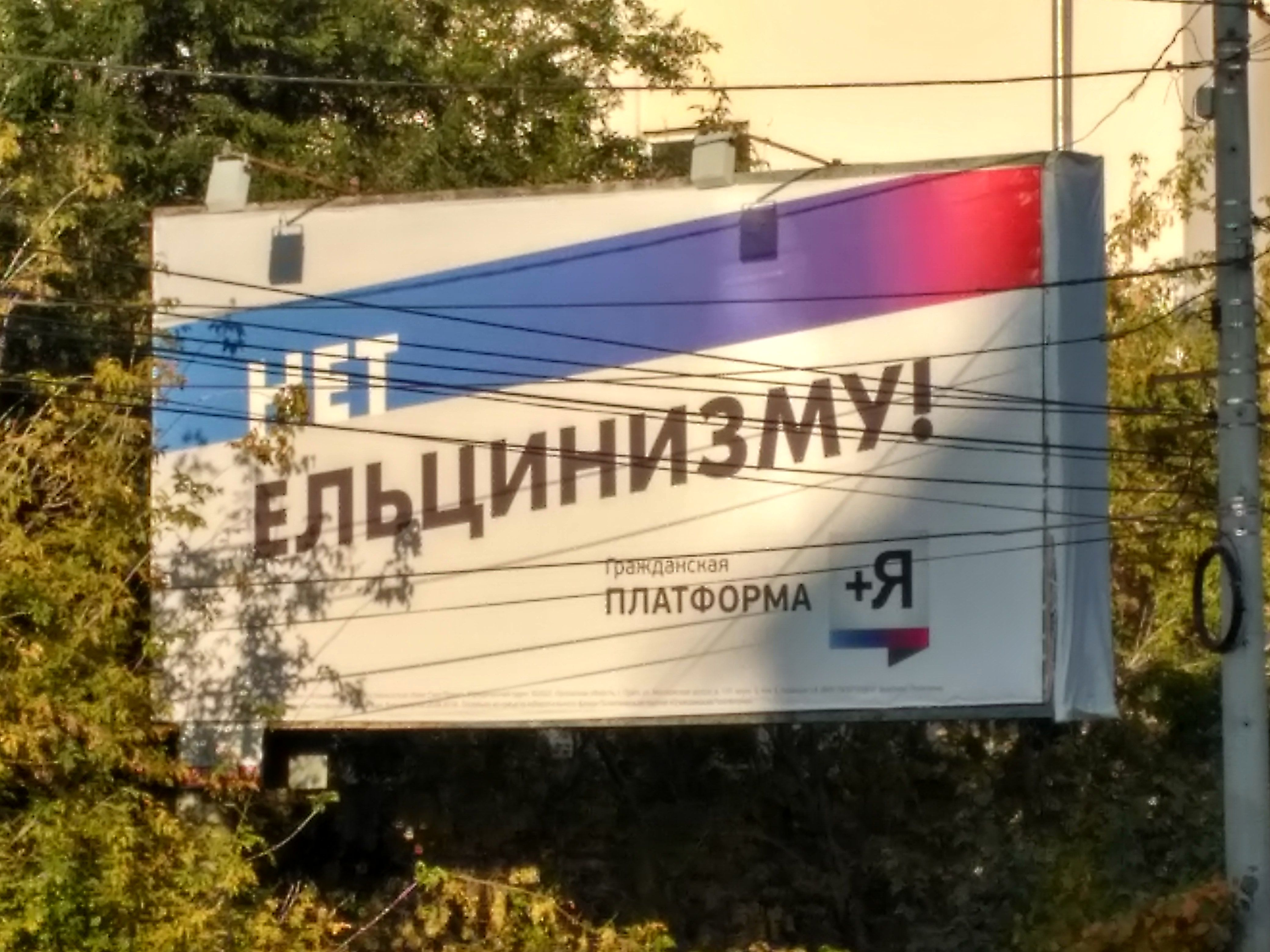
Баннер предвыборной кампании «Гражданской платформы», сентябрь 2016.

19 августа 2016 года, к 25-летию августовских событий 1991, в поддержку ГКЧП, партия в Екатеринбурге, провела акцию под лозунгом «Эпоха Ельцина — Эпоха позора». Акция планировалась перед зданием Ельцин-центра, но поскольку разрешения местных властей получить не удалось, акция была перенесена на воду. Баннеры разместили на баржах, с участием катеров и моторных лодок. Экс-председатель партии Михаил Прохоров был одним из многочисленных спонсоров Ельцин-центра.

#### Выборы (2018)
В 2018 году в президентских выборах партия не участвовала, кандидата от партии не выдвигала, поддерживая действующего президента Владимира Путина.

#### Выборы (2021)
В 2021 году на выборах в Государственную думу имела парламентскую квоту на участие в парламентских выборах без сбора подписей. По итогу которых заняла последнее место, получив 0,15 % голосов.

#### Съезды и Форумы

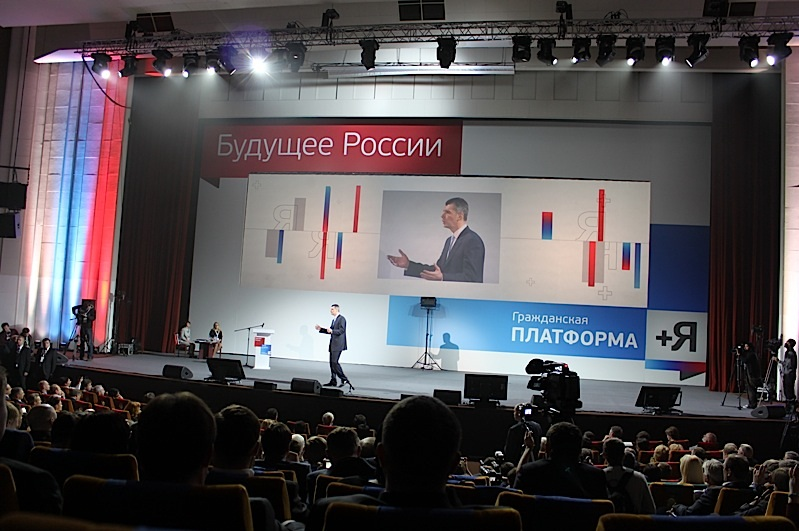
Внеочередной II съезд партии «Гражданская Платформа». 27.10.2012 г.

- I (учредительный) съезд партии «Гражданская платформа» (7 июля 2012 г., Москва). Утверждены руководящие и контрольные органы партии, устав, программа, приняты решения о создании региональных отделений. В съезде принимали участие профессиональные юристы, делегированные региональными лидерами из 51 региона России[68].
- II съезд партии «Гражданская платформа» (28 октября 2012 г., Москва, Здание Президиума РАН). Утверждены программа и устав партии в новой редакции. Избраны Политический комитет и Гражданский комитет партии. Председателем Политического комитета избран Михаил Прохоров. В работе съезда приняли участие 110 делегатов из 52 регионов страны и сторонники «Гражданской платформы»[69].
- Форум партии «Гражданская платформа» (20-21 мая 2013 г.). Повестка форума: подготовка к единому дню голосования 8 сентября 2013 г.[70]
- III съезд партии «Гражданская платформа» (21 октября 2013 г., Москва). Утверждены изменения в программу и устав партии. Обновился состав Гражданского комитета партии. Утверждена новая эмблема[71].
- Форум партии «Гражданская платформа» (21 мая 2014 г., Москва). Повестка форума: подготовка к единому дню голосования 14 сентября 2014 г. В рамках форума Председателем Политического комитета вместо М. Прохорова избран Рифат Шайхутдинов[72].
- Форум партии «Гражданская платформа» (20 декабря 2014 г., Москва, гост. «Бородино»). Повестка форума: план работы «Гражданской Платформы» на 2015 год, подготовка к выборам в Госдуму в 2016 году, формирование предвыборной программы[73].
- IV съезд партии «Гражданская платформа» (17 апреля 2015 г., Москва). Доизбран состав Политического комитета партии. Принято решение о создании 10 новых региональных отделений, а также о создании рабочей группы по подготовке изменений в партийную программу[74].
- V съезд партии «Гражданская Платформа» (22 июня 2015 г., Москва). Повестка съезда: подготовка к единому дню голосования 13 сентября 2015 года. В рамках съезда выдвинуты кандидаты партии на досрочных выборах губернаторов Ленинградской и Смоленской областей[75].
- VI съезд партии «Гражданская Платформа» (07 апреля 2016 г., Москва). Повестка съезда: обсуждение и принятие новой партийной программы, подготовка к выборам в Государственную Думу в сентябре 2016 года, принятие резолюций партии «Россия на пути к суверенитету» и «18 марта — День России»[76].
- VII съезд партии «Гражданская Платформа» (02 июля 2016 г., Москва). Повестка предвыборного съезда: утверждение партийного списка из 268 человек и выдвижение 62 кандидатов в одномандатных избирательных округах на выборах в Государственную Думу VII созыва (партийный список разбит на 41 территориальную группу, примерная численность каждой территориальной группы 2,5 млн избирателей); принятие предвыборной программы партии «Мы — честные правые!»[77].

## Организационная структура

### Съезд
Высшим руководящим органом «Гражданской Платформы» является Съезд партии. К компетенции Съезда относятся вопросы принятия и изменения устава и программы партии, избрания членов Политического комитета, рассмотрения отчётов Политического комитета и Федеральной ревизионной комиссии, выдвижения федерального списка кандидатов в депутаты Государственной Думы, выдвижения кандидата на должность президента России.

### Политический комитет
Постоянно действующим коллегиальным руководящим органом является Политический комитет «Гражданской Платформы». К полномочиям Политического комитета относятся созыв Съезда партии; принятие заявлений, отражающих позицию «Гражданской Платформы»; создание, реорганизация и ликвидация региональных и местных отделений; принятие решений о приёме в члены партии и исключении из членов партии; назначение председателя Исполнительного комитета; вступление партии в объединения и союзы с другими политическими партиями и иными общественными объединениями; отмена решений органов региональных и местных отделений; согласование кандидатур, выдвигаемых региональными отделениями в органы государственной власти субъектов и местного самоуправления; дача согласия на образование в региональных и местных органах власти депутатских групп и объединений; принятие иных решений.
Действующий состав Политического комитета:
- Рифат Шайхутдинов (председатель комитета)
- Сергей Милицкий (заместитель председателя комитета)
- Валерий Вакарюк (секретарь комитета) — политик, политтехнолог
- Михаил Вышегородцев — руководитель московского отделения партии, уполномоченный по защите прав предпринимателей в г. Москва
- Дмитрий Куликов — кинопродюсер, член «Зиновьевского клуба» Международного информационного агентства «Россия сегодня»
- Андрей Маликов — руководитель фракции «Гражданская Платформа» в Совете депутатов города Белгорода
- Александр Манцуров — председатель регионального Гражданского комитета Партии в Новосибирской области
- Владимир Матиенко — руководитель фракции «Гражданская Платформа» в Законодательном Собрании Иркутской области
- Игорь Морарь — глава Мурманска, депутат Совета депутатов города Мурманска, уполномоченный по защите прав предпринимателей при губернаторе Мурманской области
- Екатерина Терещенко — руководитель отделения партии в Севастополе
- Баяр Цыденов — депутат Народного Хурала Республики Бурятия

### Гражданский комитет
Общественным органом при партии является Гражданский комитет, в который входят все члены Политического комитета, а также общественные деятели, не являющиеся членами Партии, но поддерживающие «Гражданскую платформу» и являющиеся её активными сторонниками. Гражданский комитет является дискуссионной площадкой и органом, разрабатывающим рекомендации для Политического комитета по актуальным и стратегическим вопросам текущей повестки дня. Членами Гражданского комитета партии разрабатываются предложения по развитию политической системы, государственных институтов, различных отраслей экономики, социальной сферы. К федеральным органам также относятся Федеральная ревизионная комиссия (контрольно-ревизионный орган) и Исполнительный комитет «Гражданской Платформы».

### Органы регионального отделения
В состав органов регионального отделения входят общее собрание (конференция) — высший руководящий орган регионального отделения, региональный политический комитет — постоянно действующий руководящий коллегиальный орган, региональный гражданский комитет, региональная ревизионная комиссия и региональный исполнительный комитет.

### Органы местного отделения
В состав органов местного отделения входят общее собрание (высший руководящий орган), местный политический комитет (постоянно действующий руководящий коллегиальный орган), местный гражданский комитет, местный ревизор и местный исполнительный комитет.

## Финансирование партии
«Гражданская платформа» не получает государственного финансирования за голоса избирателей. По годам доходы партии составили:
- 2012 год — 24,3 млн руб.;
- 2013 год — 259,9 млн руб.;
- 2014 год — 42,9 млн руб.;
- 2015 год — 30,3 млн руб.

Из этих цифр видно, что к 2015 году доходы партии резко сократились. Расходы партии за 2015 год составили 33,9 млн руб. и распределялись следующим образом:
- Содержание руководящих органов партии — 50,2 %;
- Содержание региональных отделений партии — 37,4 %;
- Перечислено в избирательные фонды — 6,1 %;
- Агитационно-пропагандистская деятельность — 1,4 %;
- Публичные мероприятия, съезды, собрания и т. п. — 3,9 %;
- Прочие расходы — 1,0 %.

Из этих цифр видно, что партия тратит основную часть средств не на участие в избирательных кампаниях, а на содержание центрального партийного аппарата.